# غوكول جاند مكورجي

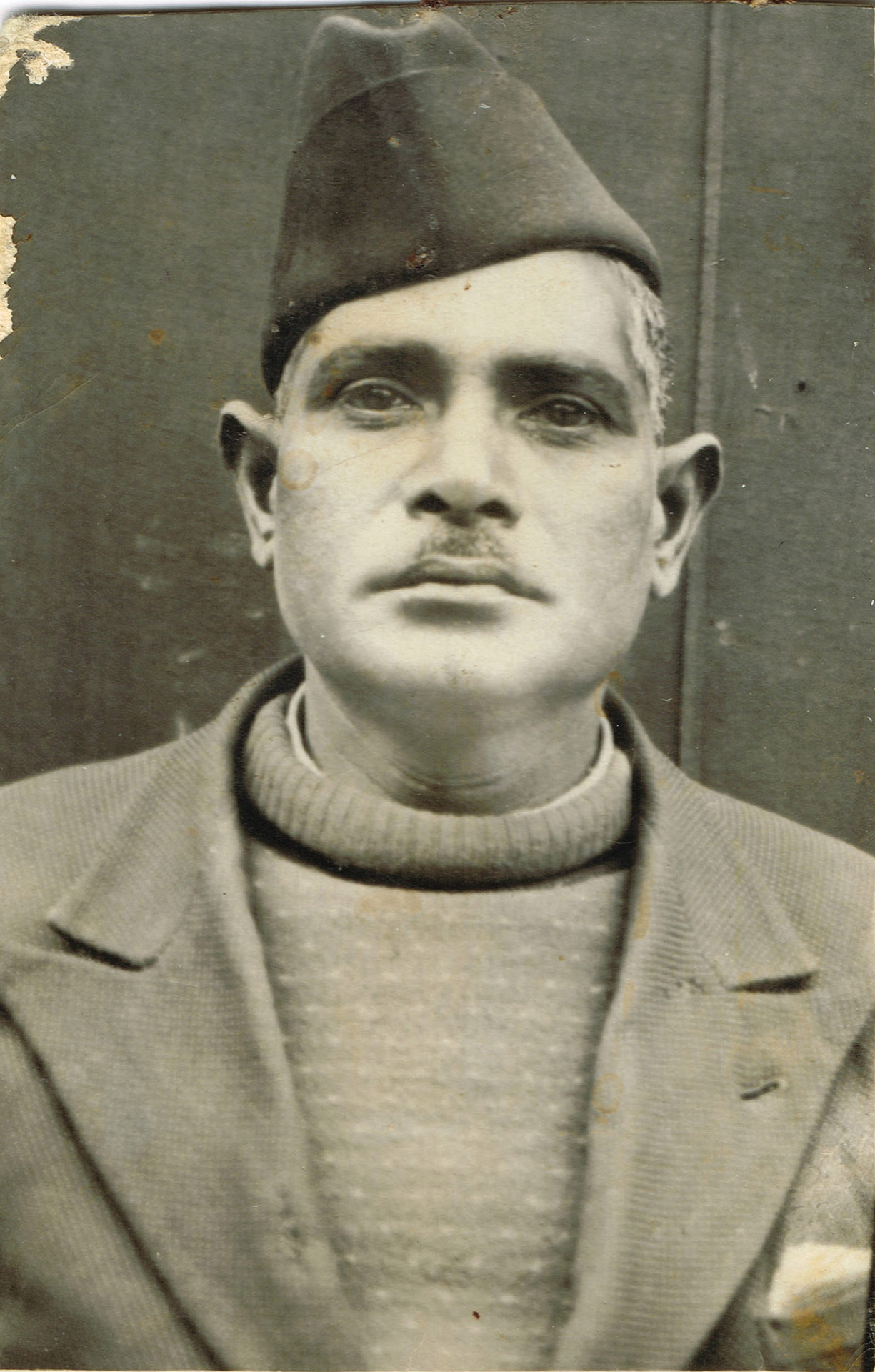
غوكول جاند مكورجي

غوكول جاند سنكر جاند غوكول مكورجي. (بالكردية: گۆکول چاند مکورجی) (بالانجليزية: Gokul Chand Mukerji) 1894-18 كانون الأول 1980. كان ميكانيكيا وسائقا ومدربا للسياقة وجنديا في الجيش الهندي البريطاني. ارسل إلى العراق خلال الحرب العالمية الاولى كجندي هندي - بريطاني. كان أول من جلب السيارة إلى مدينة السليمانية – العراق. وأيضا كان أول مدرب للسياقة في المدينة. كان يحمل الجنسية الهندية البريطانية. في سنة 1932 استلم شهادة تجنس المملكة العراقية. ولاحقا حاز على دفتر الجنسية العراقية في سنة 1936.
في آذار 1919 بعث إلى مدينة السليمانية من بغداد بطلب من الرائد ايلاي بانستر سون، واللذي كان الحاكم السياسي في المدينة. لم يرجع إلى بغداد ولم يترك اقليم كردستان العراق منذ ذلك الحين. توفي في السليمانية ودفن في مقبرة سيوان.
في العام 1921 صرح من منصبه العسكري بنائا على طلبه ليصبح مواطنا عاديا. بقي في مدينة السليمانية بالرغم من رحيل الجيش البريطاني في سنة 1922. بعد فترة وجيزة أصبح مقربا من محمود الحفيد وابنة خالته حبسه نقيب. اهدى مكورجي سيارته لمحمود الحفيد عندما نصب ملكا لكردستان. أصبح السائق الخاص له بنائا على طلب من الاخير. كان الاسم غوكول جاند مكورجي صعب اللفظ على لسان الشيخ محمود الحفيد لذا كان يسميه غفور هندي أو غفور رش بما يعني «غفور الاسود» وشهر بلقبه الجديد.

## حياتُه المُبكّرة

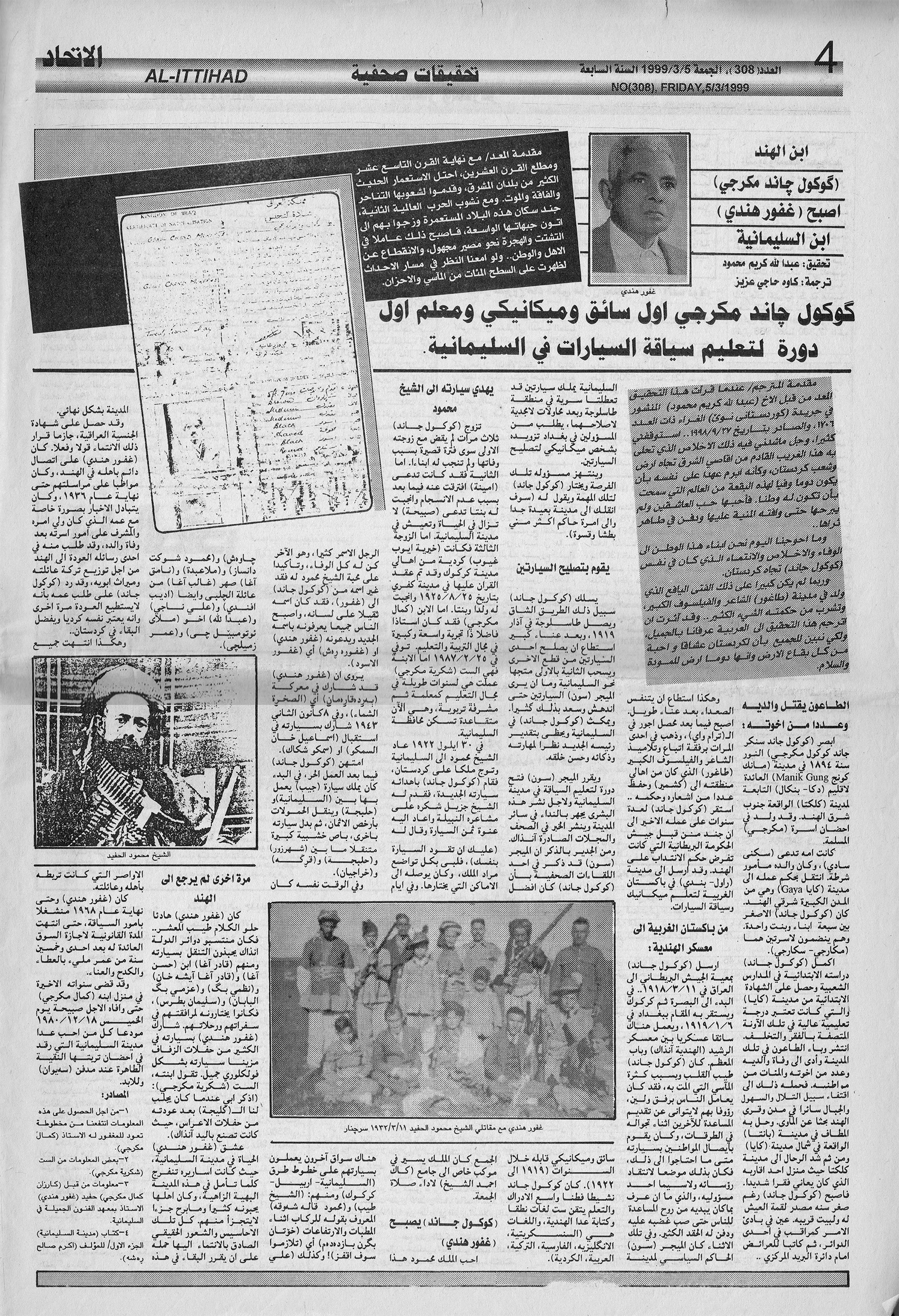
جريدة الاتحاد - العدد 308 قصة غوكول جاند مكورجي

ولد مكورجي في سنة 1894 في منطقة مانك كونج في مدينة دكا، بنغال، الراج البريطاني (بنغلادش الآن). كانت دكا جزء من شبه القارة الهندية. اليوم والشهر بالتحديد يبقان غير معروفان لهذا اليوم.
ولدت أمه سوكني سادي في سنة 1850 وابوه سنكر جاند مكورجي في سنة 1842 وكان يعمل شرطيا ثم نقل إلى مدينة غايا. مكورجي كان الطفل التاسع والأصغر في عائلته التي كانت تتكون من ثمانية أخوة واخت. أكمل دراسته الابتدائية في غايا. خلال حياته المبكرة توفى والديه وبعض من أخوته بمرض الطاعون.

## مسيرة العمل

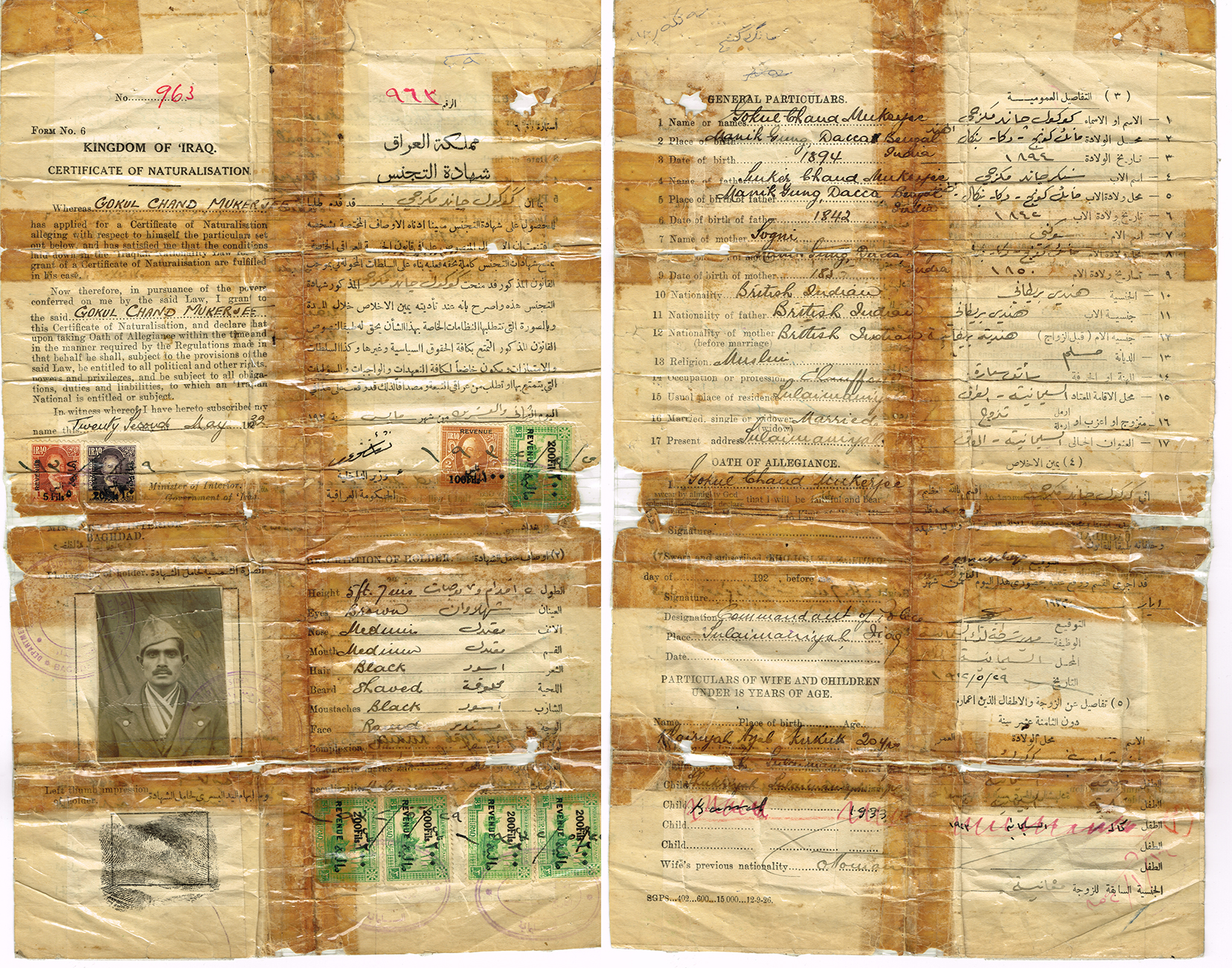
شهادة تجنس غوكول جاند مكورجي, تحتوي على معلومات مكان و ولادته و كذلك والديه

بعد مأسات وفاة والديه وبعض من اخوته انتقل إلى مدينة باتنا ليعيش مع أقاربه والذين كانوا فقراء الحال، لذلك اضطر للعمل في صغره. كان عمله الأول هو حارس ليلي في دائرة حكومية. ثم أصبح كاتب العرائض  في دائرة البريد المركزية في غايا. ثم أصبح جامع التذاكر للقطارات. في تأريخ  5 شباط 1918 تطوع في الجيش الهندي البريطاني كجندي عندما كان في الرابعة والعشرين من عمره. ثم ارسل إلى راولبندي ليدخل في دورات للسياقة والميكانيكية. في سنة 1918 ارسل إلى العراق.

في آذار 1919 بعث إلى مدينة السليمانية من بغداد بطلب من الرائد ايلاي بانستر سون، واللذي كان الحاكم السياسي في المدينة. في كتابه عن مدينة السليمانية، أكرم محمود صالحي رشة يصف هذا الحث بهذة الطريقة
و كما ذكرنا في سنة 1919 أصبح الرائد ايلاي سون الحاكم السياسي لمدينة السليمانية وكان عنده سائقان هنديان. لأن هذان السائقان تركا سيارتيهما الباليتان قرب منطقة طاسلوجة وكندكوة، وفشلا في المحاولة في اصلاح هاتين السيارتين.فعاقب كلاهما ومن ثم ارسلهما إلى بغداد. كان قد طلب سائقا وميكانيكيا جيدا وكان يتحتم عليه ان يجيد اللغة الإنجليزية.
بينما كان هنالك شابا ميكانيكيا هنديا اتى إلى بغداد. كان واجبه أن يذهب ويأتي بين باب المعظم ومحطة واجبه معسكر الهندية (معسكر الرِشيد). لأنه كان طيبا القلب وكان يوقل كلا من النساء أو الأطفال في طريقه أما مشرفه قاسي القلب لم يعجبه ذلك وعندما وصل طلب الرائد سون إلى المحطة نادى المشرف هذا الشاب الهندي وقال له «لقد ذكرت اسمك ايها الجندي الطيب عند المشرفين، لكي يرسلوك إلى ضابط قاسي القلب وصارم والذي أيضا يبعد كثيرا عن بغداد» لهذا السبب وبعد أيام قليلة سافر غوكول جاند مكورجي إلى مدينة السليمانية.
صرح من منصبه العسكري بنائا على طلبه ليصبح مواطنا عاديا في الأول كانون الثاني 1921. بقي في مدينة السليمانية بالرغم من رحيل الجيش البريطاني في سنة 1922. اهدى مكورجي سيارته لمحمود الحفيد عندما نصب ملكا لكردستان. أصبح السائق الخاص له بنائا على طلب من الشيخ محمود. كان الاسم غوكول جاند مكورجي صعب اللفظ على لسان محمود الحفيد لذا كان يسميه غفور هندي أو غفور رش بما يعني «غفور الاسود» وشهر بلقبه الجديد. والغير معلوم هي الفترة التي توقف فيها عن العمل عند محمود الحفيد، لاحقا عمل في مجال السياقة الحرة بين مدينتي السليمانية وحلبجة.

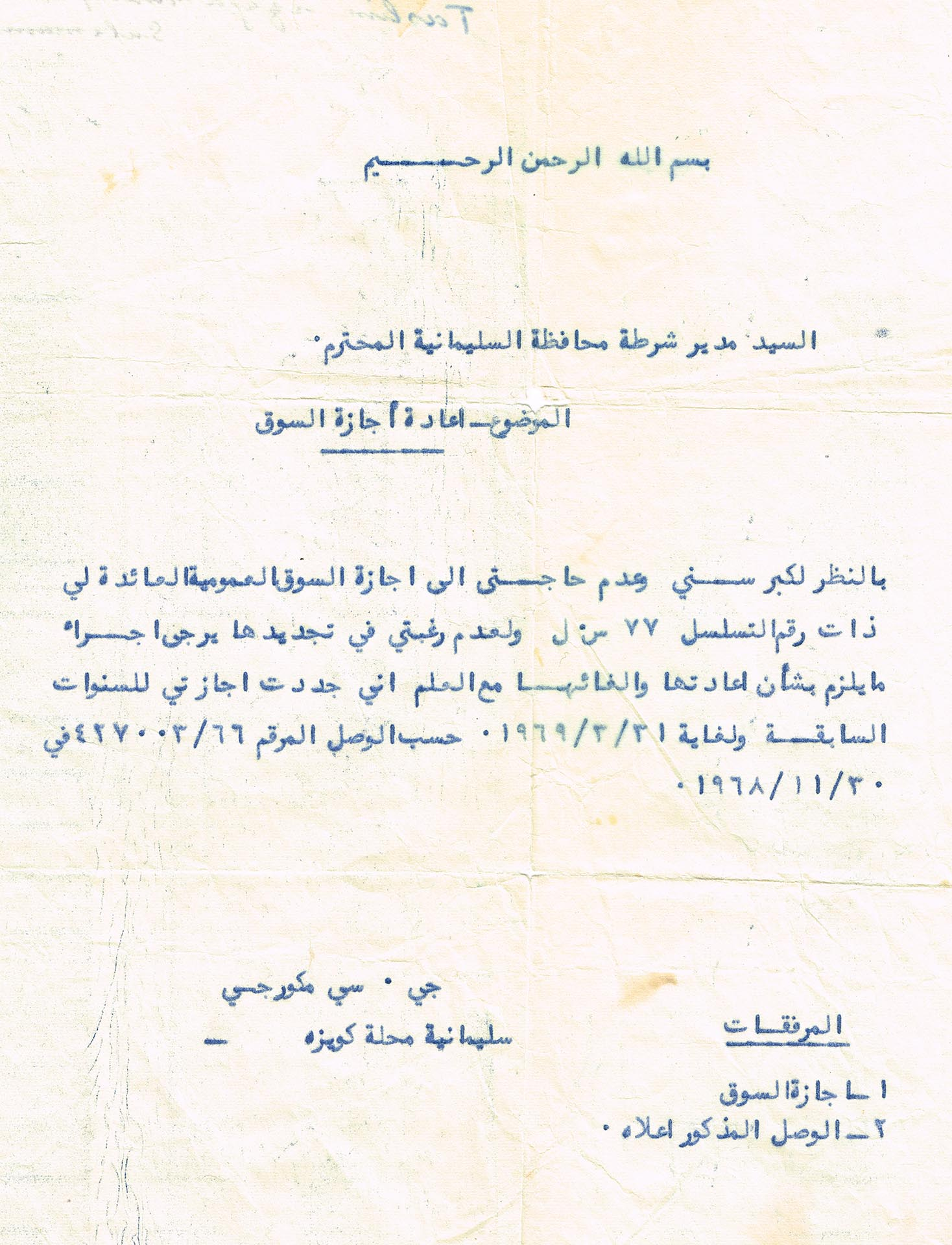
وثيقة طلب اعادة اجازة السوق

طلب مكورجي إلغاء اجازة السوق الخاصة به والذي كانت سارية المفعول حتي 31 آذار 1969, أما تأريخ الطلب فهو غير موثق، عدا تأريخ الانتهاء لهذه الوثيقة.

## الانتقال إلى العراق والسليمانية
رحل في تأريخ 4 آذار 1918 من الهند ووصل في تأريخ 11 آذار 1918 إلى العراق، وهذا مذكور أيضا في الصفحة السابعة في دفتر حساب الجندي الهندي. ارسل إلى البصرة، ومن ثم كركوك ومن ثم بغداد. تم وضعه كسائق في معسكر الرشيد والذي كان يطلع عليه آنذاك بمعسكر الهندية.
في نفس العام كان للرائد سون والذي كان حاكم السياسي لمدينة السليمانية سائقين من الهند، على طريق طاسلوجة تعطلت مما ادى إلى ترك سيارتيهما هناك، ثار الرائد سون غضبا وقرر ارسالهما إلى بغداد وطلب سائقا وميكانيكيا يجيد اللغة الإنجليزية. عندما وصل هذا الطلب إلى القاعدة العسكرية، بعث المشرف بطلب مكورجي.
بعد مرور بضعة أيام، ارسل مكورجي إلى السليمانية، أصلح إحدى السيارتين بالاستعانة بقطع السيارة الأخرى، فأصبحت إحدى السيارتين تعمل بشكل جيد، أما الأخرى فبقيت بالية ولا تعمل، فقرر مكورجي سحب السيارة التي لا تعمل بواسطة حبل بالسيارة الأولى التي أصلحها. فكانت النتيجة بأنه أستطاع أن يأتي بالسيارتين إلى المدينة. كافئه الرائد سون على دهائه بأن يكون أول من يعطي دروسا في السياقة والميكانيك والذي كان يدرس في المهندسخانة وهو اسم يدل على مبنى أو مكان يتعلق بالمهندسين.
في تأريخ الأول من كانون الثاني 1921 صرح من الخدمة العسكرية بنائا على طلبه ليصبح مواطنا عاديا من العامة. أشترى بعض السيارات وجعلها تعمل على طرق سليمانية-كركوك، كركوك-أربيل، كركوك-كفري. خلال ذلك الوقت أصبح مقربا من الشيخ محمود الحفيد وابنته خالته حفصة النقيب، أهدى مكورجي سيارته الخاصة للشيخ محمود الحفيد وأصبح سائقه الشخصي. كان الاسم غوكول جاند مكورجي صعب اللفظ على لسان الشيخ محمود الحفيد لذا كان يسميه غفور هندي أو غفور رش بما يعني «غفور الاسود» وشهر بلقبه الجديد.

## حياته الشخصي
تزوج مكورجي ثلاثة مرات، كان اسم زوجته الأولى (حبة خان) كانوا قد عاشوا فترة ليست بالطويلة لانها توفيت في وقت مبكر، كانت زوجته الثانية تدعى (آمنة) ورزقوا بابنتهم (صبيحة), وطلق منها في وقت لاحق في في ال 25 من آب 1925 ليتزوج من خيريه أيوب غيوب وهي فتاة من مدينة كركوك وعاشا مع بعضهما حتى توفى. صار لديهما بنت وولد هما (شكرية وكمال مكورجي)
عاش غوكول جاند في ازقة (صابونكران) في السليمانية ومن ثم انتقل إلى (علي ناجي) في سنة 1970 وتوفي في 18 تشرين الأول من سنة 1980 وتوفيت خيرية في اب 1984 .
و يرقد في مقبرة سيوان في السليمانية.
كان مكورجي معجبا جدا بروبندرونات طاغور وكان يحفظ الكثير من أعماله.
كان طليق اللسان باللغة الهندية، السنسكريتية، العربية، الكردية، الانجليزية، الفارسية، التركية